# تاكومي كاميجيما
تاكومي كاميجيما (باليابانية: 上島 拓巳) (مواليد 5 فبراير 1997) هو لاعب كرة قدم ياباني.

## وصلات خارجية
- تاكومي كاميجيما على موقع رابطة كرة القدم اليابانية للمحترفين (اليابانية)
- تاكومي كاميجيما على موقع قاعدة بيانات كرة القدم.إي يو (الإنجليزية)
- تاكومي كاميجيما على موقع Soccerbase.com (لاعب) (الإنجليزية)
- تاكومي كاميجيما على موقع Soccerway.com (الإنجليزية)
- تاكومي كاميجيما على موقع عالم كرة القدم.نت (الإنجليزية)